# Грамон, Антуан-Адриен-Шарль де
Граф Антуан-Адриен-Шарль де Грамон (фр. Antoine-Adrien-Charles de Gramont; 22 июля 1726 — 22 сентября 1762, Байонна) — французский генерал.

## Биография
Второй сын герцога Луи де Грамона и Женевьевы де Гонто.
Восприемниками при крещении были герцог Адриен-Морис де Ноай, маршал Франции, и Катрин-Шарлотта де Грамон, вдова маршала Буфлера. Бабка, Мари-Кристина де Ноай, маршальша де Грамон, назначила его своим универсальным наследником.
Первоначально титуловался графом д'Асте. Знаменный дворянин полка Французской гвардии (30.03.1738), второй прапорщик (7 05.1739), первый прапорщик (26.08.1739), капитан (21.03.1740).
В 1742 году участвовал в кампании в Нидерландах, в 1743 году сражался в битве при Деттингене. 22 мая 1744 назначен наследником должности майора гвардейского полка, принадлежавшей шевалье де Водрёю. В кампанию того года принимал участие в осадах Менена, Ипра и Фюрна, деле под Аугенумом и осаде Фрайбурга.
В 1745 году участвовал в битве при Фонтенуа, где был убит его отец. В тот же день Людовик XV назначил графа командиром пехотного полка Эно. Антуан-Адриен-Шарль отказался от наследования гвардейского майорства, принял титул графа де Грамона и командовал полком при осадах Турне, Ауденарде, Термонде и Ата, а в следующем году при осадах Брюсселя и Монса, и в битве при Року.
Бригадир (20.03.1747), служил при осадах Слёйса, Сас-ван-Гента и относившихся к нему фортов, а также Филиппины, обороне Антверпена, битве при Лауфельде и осаде Берген-оп-Зома.
Подполковник пехотного полка Дофина (1.01.1748), отказался от полка Эно и командовал своим новым полком при осаде Маастрихта. В сентябре 1752 был назначен сверхштатным менином дофина, с испытанием. В 1753 году служил в Мезьерском лагере. В сентябре 1755 отказался от командования полком по причине ухудшения зрения.
Приказом от 15 марта 1756 направлен в качестве бригадира в Гиень с назначением командующим в Байоннском губернаторстве, Наварре и Беарне, которыми управлял его брат. Кампмаршал (1.05.1758), сохранял командование до своей смерти.

## Семья
Жена (15.05.1748): Мари-Луиза-Софи де Фук (14.06.1732—2.11.1798), придворная дама королевы (1752), единственная дочь Ги-Этьена-Александра де Фука, маркиза де Гарнето, кампмейстера кавалерии, младшего лейтенанта Бретонских шеволежеров, и Шарлотты-Софи де Соннен
Дети:
- герцог Антуан-Луи-Мари (17.08.1755—28.08.1836). Жена (1780): Аглае де Полиньяк (1768—1803), дочь герцога Армана-Жюля-Франсуа де Полиньяка и Иоланды де Поластрон
- Антуан-Франсуа (1.09.1758—02.1795), шевалье, затем граф де Грамон д'Асте. Капитан драгунского полка Дофина, подполковник Драгунского полка Короля (11.11.1782), служил в Нарбонском гарнизоне (1791). Эмигрировал, умер в Лондоне. Жена (13.09.1781): Габриель-Шарлотта-Эжени де Буажлен, канонисса-графиня Ремирмона, дочь графа Шарля-Эжена де Буажлена, виконта де Плееделя, капитана корабля, губернатора Сен-Бриё, и Сенты де Буажлен де Кюсе
- Женевьева (28.07.1751—26.07.1794), мадемуазель де Грамон. Муж (26.01.1766): маркиз Шарль-Пьер-Иасент д'Оссён (1750—1790)